# I'll Never Love This Way Again
I'll Never Love This Way Again è un famoso brano musicale pop-R&B, scritto da Will Jennings e Richard Kerr  ed inciso originariamente nel settembre del 1978 - con il titolo I Know I'll Never Love This Way Again - dall'attrice e cantante Cheryl Ladd, che lo incluse nel proprio album eponimo. Lo stesso Kerr incise il brano nel novembre dello stesso anno, includendolo, sempre con il titolo I Know I'll Never Love This Way Again, nel proprio album Welcome to the Club.
Il brano fu tuttavia reso celebre dalla versione incisa l'anno seguente da Dionne Warwick, versione premiata con il premio Grammy per la miglior performance pop femminile.
Il brano è stato anche adattato in altre lingue, tra cui danese, finlandese, italiano, olandese, spagnolo, tedesco e ungherese (v. sezione "Altre cover").

## Testo
(ritornello del brano)
La/Il protagonista del brano si dice convinta/o che non amerà mai più una persona nello stesso modo in cui ama ora.

## La versione di Cheryl Ladd
Il brano I Know I'll Never Love This Way Again fu incluso come quarta traccia dell'album eponimo e di debutto della cantante e attrice Cheryl Ladd, pubblicato su etichetta Capitol Records.

## La versione di Dionne Warwick
La versione di Dionne Warwick fece seguito a quelle incise da Cheryl Ladd, Richard Kerr, The Nolan Sisters (1979) e Piet Noordijk (1979; che per la prima volta usò il titolo I Never Love This Way Again).
Il brano fu incluso nell'album Dionne del 1979, edito dalla Arista Records.
Il singolo uscì nello stesso anno sempre su etichetta Arista Records e fu prodotto da Barry Manilow.

### Tracce[4]
1. I'll Never Love This Way Again – 3:28
2. In Your Eyes – 3:43

### Classifiche
| Classifica    | Posizione massima | Nr. di settimane |
| ------------- | ----------------- | ---------------- |
| Belgio        | 20                | 4                |
| Nuova Zelanda | 24                | 11               |
| Paesi Bassi   | 27                | 4                |
| Stati Uniti   | 5                 |                  |

### Premi e riconoscimenti
- premio Grammy per la miglior performance pop femminile[1]

## Altre cover
Oltre a Cheryl Ladd, Richard Kerr, The Nolan Sisters e Piet Noordijk, il brano è stato inciso o eseguito pubblicamente anche dai seguenti artisti (in ordine alfabetico):
- Peter Belli (1980; versione in danese intitolata Det sker kun én gang i mit liv[9])
- Patti Boulaye (1980)
- Christian De Sica (versione italiana intitolata Io Dio io re, lato B del singolo del 1980 Siamo in ballo balliamo[10])
- György Korda (1981; versione in ungherese intitolata Így még senkit nem szerettem én[11])
- Jane McDonald (1999)
- André Hazes (versione olandese intitolata Vergeet jouw wereld, incisa nel 1984[5])
- Marion Rung (versione in finlandese intitolata En näin voi muita rakastaa[12])
- Billie Jo Spears (1981)
- The Three Degrees
- Dionne Warwick con Gladys Knight
- Margot Werner (versione in tedesco intitolata Ich weiß, so lieben kann ich niemals mehr[13])